# Abutilon dispermum
Abutilon dispermum là một loài thực vật có hoa trong họ Cẩm quỳ. Loài này được (Hochr.) Fryxell mô tả khoa học đầu tiên năm 1992.